# Daniel Stylites

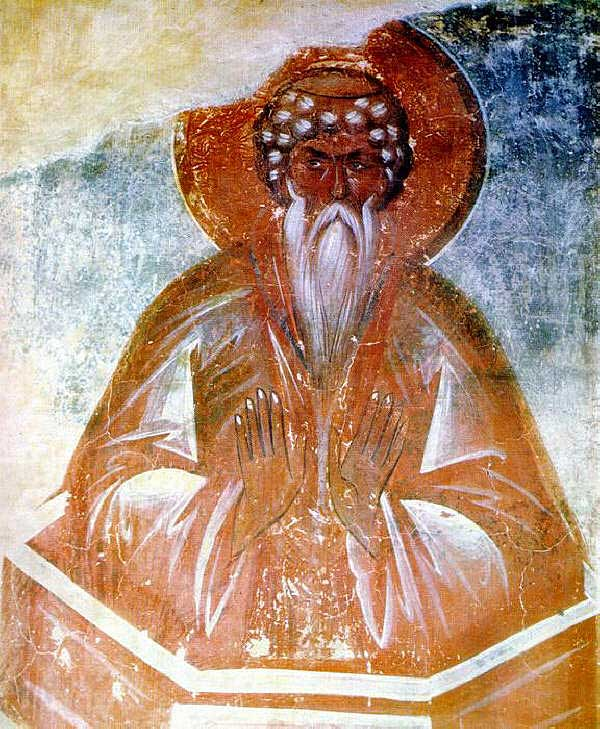
Daniel Stylites, Fresko aus dem 14. Jh.

Daniel Stylites (gr.: Ὁ Δανιὴλ ὁ Στυλίτης; * um 409 in Maratha bei Samosata in Syrien; † 11. Dezember 493 in Anaplus bei Konstantinopel) war Säulensteher und wurde heiliggesprochen.
Sein Gedenktag ist der 11. Dezember.
Als Schüler des Symeon Stylites des Älteren wurde Daniel in das Säulenstehertum eingeführt. Mit 47 Jahren errichtete er sich in Anaplus bei Konstantinopel eine Säule. Auf Wunsch Kaiser Leos I. wurde Daniel gegen seinen Willen zum Priester geweiht. Über 30 Jahre verbrachte er auf seiner Säule, die er in dieser Zeit nur einmal verlassen hat, um bei kirchenpolitischen Kämpfen dabei zu sein. Er wurde am Fuß seiner Säule begraben.